# La Isla Bonita (lied)
La Isla Bonita is een lied van Madonna, de vijfde single van haar album True Blue (1986). Het nummer haalde in de top 40 de nummer 2-positie, en was een nummer 1-hit in Engeland.

## Achtergrondinformatie
De muziek van La Isla Bonita was oorspronkelijk geschreven door Bruce Gaitsch voor Michael Jacksons album Bad. Die zag er echter niets in, en nadat Madonna en Patrick Leonard de tekst bij het nummer hadden gemaakt kwam het terecht op True Blue.
Het nummer beschrijft het eiland Ambergris Caye in Belize.
Aanvankelijk zou Madonna het nummer alleen in de Verenigde Staten op single uitbrengen. Zangeres Micaela had het namelijk eerder al als cover in Europa uitgebracht, zij haalde hier de nummer 29-positie mee in de top 40 aan het einde van januari 1987.
La Isla Bonita is de eerste manifestatie van Latijns-Amerikaanse invloeden in het werk van Madonna. Nummers die hierop voortborduren zijn onder andere Who's That Girl (1987) en Spanish Eyes (1989). You'll See (1995) en What It Feels Like for a Girl (2000) kennen zelfs eigen Spaanstalige versies, verkrijgbaar op de cd singles van deze tracks.
Tijdens de Drowned World Tour van 2001 wordt La Isla Bonita op akoestische wijze vertolkt met Madonna op gitaar, en speciaal voor de Confessions Tour van 2006 is het nummer in een nieuw, dansbaarder jasje gegoten. Een andere memorabele vertolking van La Isla Bonita vond plaats op 7 juli 2007 tijdens het wereldwijde Live Earth waar Madonna het nummer zong met ondersteuning met haar "Romano gypsy friends" van de band Gogol Bordello.

## Videoclip
De clip van La Isla Bonita is geregisseerd door Mary Lambert, die een groot aantal van Madonna's video's uit de jaren 80 heeft geregisseerd. In de video speelt Madonna twee rollen, één kuise introverte, en één gepassioneerd extraverte vrouw.

## NPO Radio 2 Top 2000
| Nummer met noteringen in de NPO Radio 2 Top 2000 | '99 | '00 | '01 | '02 | '03 | '04  | '05  | '06  | '07  | '08  | '09  | '10  | '11  | '12  | '13  | '14  | '15  | '16  | '17  | '18  | '19  | '20  | '21  | '22  | '23  | '24  |
| ------------------------------------------------ | --- | --- | --- | --- | --- | ---- | ---- | ---- | ---- | ---- | ---- | ---- | ---- | ---- | ---- | ---- | ---- | ---- | ---- | ---- | ---- | ---- | ---- | ---- | ---- | ---- |
| La Isla Bonita                                   | 501 | 632 | 779 | 827 | 966 | 1234 | 1151 | 1497 | 1656 | 1281 | 1385 | 1507 | 1502 | 1325 | 1510 | 1391 | 1461 | 1693 | 1659 | 1590 | 1846 | 1586 | 1788 | 1963 | 1654 | 1626 |

1. ↑  Een vetgedrukt getal geeft de hoogste notering aan.